# Tempel van Nehalennia op Colijnsplaat
De Tempel van Nehalennia op Colijnsplaat is een van de twee bekende tempels gewijd aan de godin Nehalennia en gelegen in Colijnsplaat. De andere bevond zich in Domburg en uit inscripties en afbeeldingen op votiefstenen blijkt dat tussen beide tempels nauwe contacten bestonden. Ze zouden minstens ten dele gelijktijdig hebben bestaan. Aan de hand van inscripties wordt de tempel van Colijnsplaat minstens tussen de jaren 188 en 227 als in gebruik beschouwd.
Vanwege de gebruikte symbolen bij haar vele afbeeldingen wordt aangenomen dat Nehalennia een godin van leven, vruchtbaarheid en dood tegelijk is. Opvallend zijn de constante kenmerken van de godin, met bepaalde details die alleen voor haar gelden. Dit wijst op het bestaan van een canon met de nodige richtlijnen ter vervaardiging van de kunstwerken.

## Locatie

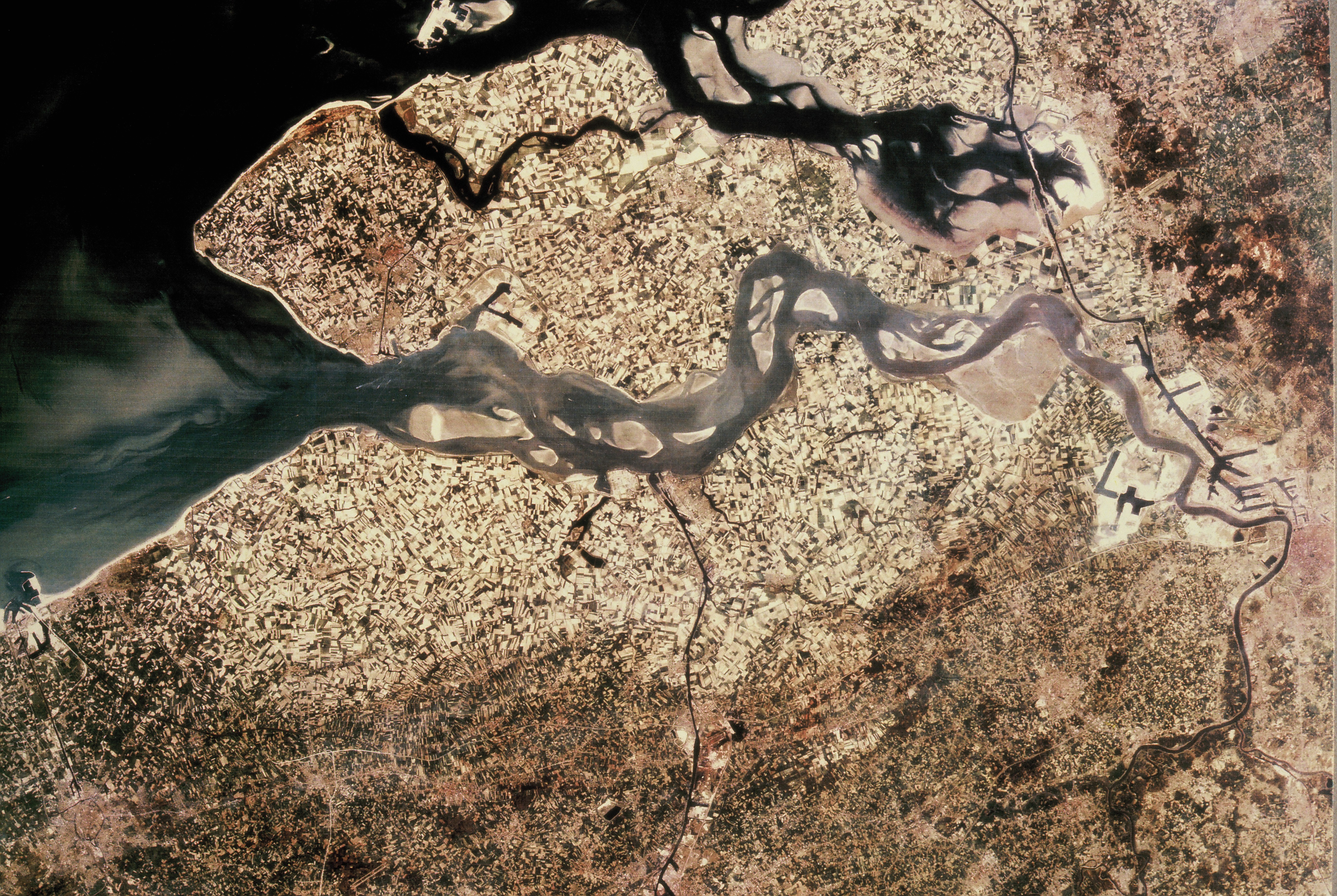
Ruimtezicht van een groot deel van Zeeland.

Vlak bij de Zeeuwse plaats Colijnsplaat bevond zich een tempel voor de godin Nehalennia. In 1970 en volgende jaren werden in de buurt van Colijnsplaat een groot aantal Nehalennia-altaren opgevist uit de Oosterschelde. De tempel stond in Ganuenta, een nederzetting gelegen aan de zuidelijke oever van de Schelde. Hoewel Ganuenta wel wordt genoemd als hoofdplaats van de Germaanse Frisiavones is dit minder waarschijnlijk, aangezien de Scheldemond de noordelijke grens vormde van het gebied van de Keltische Menapii.
Uit de vondst van dakpannen, tegels, blokken tufsteen en brokken metselwerk in de Oosterschelde wordt afgeleid dat de tempel van het Gallo-Romeinse type moet geweest zijn. Aan het begin van de 21e eeuw is te Colijnsplaat de Gallo-Romeinse tempel gereconstrueerd.

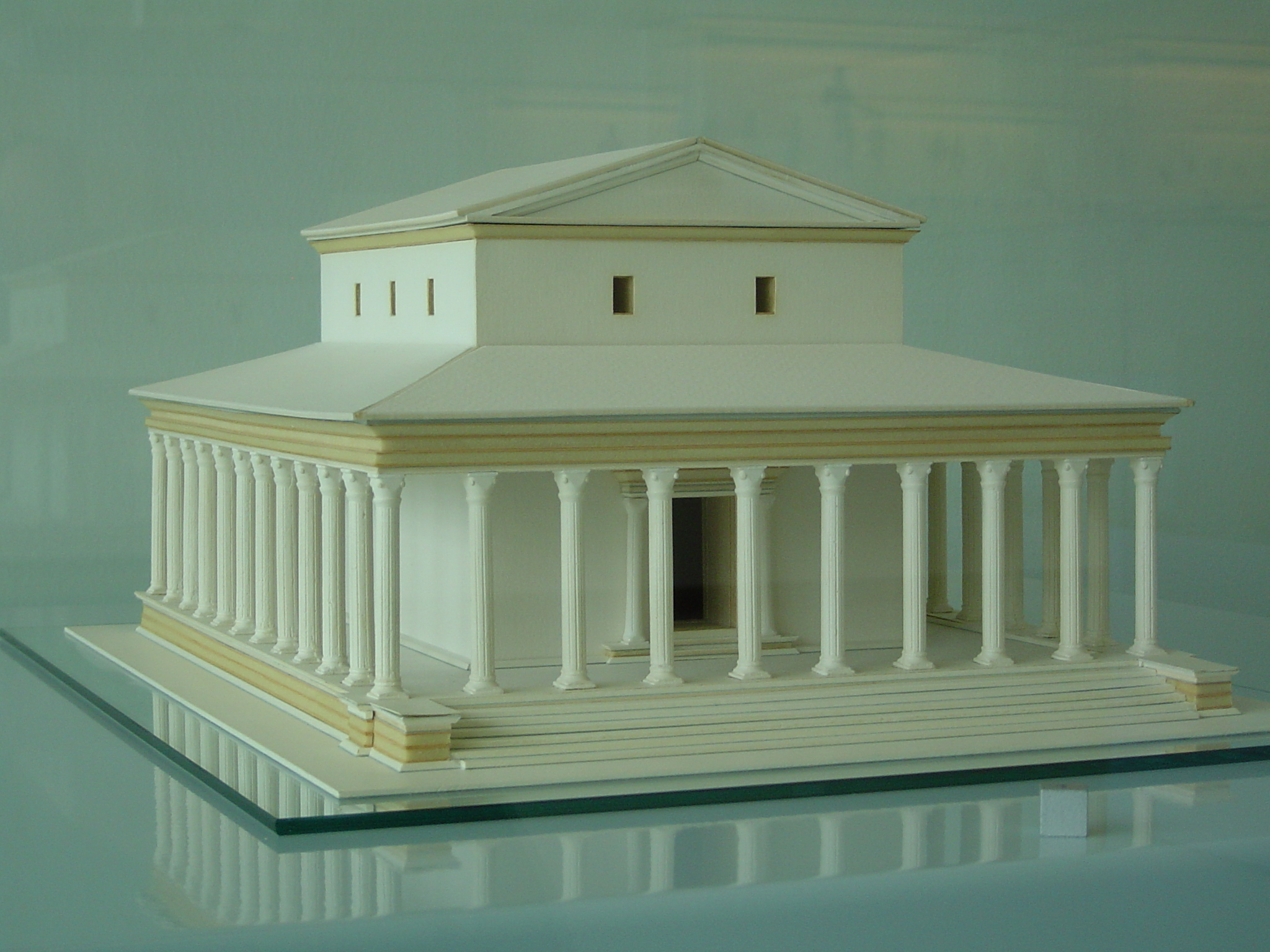
Maquette met reconstructie van de jongste tempel van Elst ter vergelijking.

## Ontdekking
De eerste brokstukken behorend bij de antieke tempel werden opgehaald door K.J. Bout, toen deze op 14 april 1970 met zijn kotter, de Tholen 6 Johanna Cornelia in de Oosterschelde aan het vissen was. Archeologen die op de hoogte waren gesteld wilden uitvissen of het om een verloren vracht van een Romeins schip dan wel om een tempel zou gaan. Daartoe werd de Tholen 6 opnieuw ingezet op 7 augustus met aan boord medewerkers van het Leidse museum. Toen dakpannen aan de oppervlakte kwamen werd duidelijk dat het om een gebouw moest gaan. In 1970, 1971 en 1972 werd in totaal zo'n acht weken 'gevist'. Tegelijk werden de twee eerste jaren duikers uit Empel ingezet.
De Geologische Dienst van Rijkswaterstaat voerde het onderzoek uit naar de plek en kwam tot de bevinding dat het gaat om een kleiplateau van ca. 400 x 400 m in de noordelijke helling van de Schaar van Colijnsplaat op 25 meter diepte. In het zuidwesten en zuidoosten bevinden zich diepe geulen (van ca. -31 m). Aan de noordkant ligt de zandplaat de Vuilbaard. De tempel zou op de zuidelijke oever van de Schelde hebben gestaan, toen deze nog veel smaller was dan nu.
Op een latere vindplaats in de vorm van een halve cirkel met 80 à 100 meter doorsnede is een grote concentratie dakpannen en tegels aangetroffen, evenals aardewerkfragmenten en een vijftal vrouwenfiguurtjes. In 2003 waren in totaal 330 altaren geborgen, naast negen grote godinnenbeelden, waarvan drie bijna volledig. Brokken metselwerk, een twintigtal tufstenen en een massa dakpannen zouden deel van de tempel hebben uitgemaakt of van een bijgebouw. De vondsten zijn opgenomen in een Duitstalige publicatie van Leiden.

## Cultus

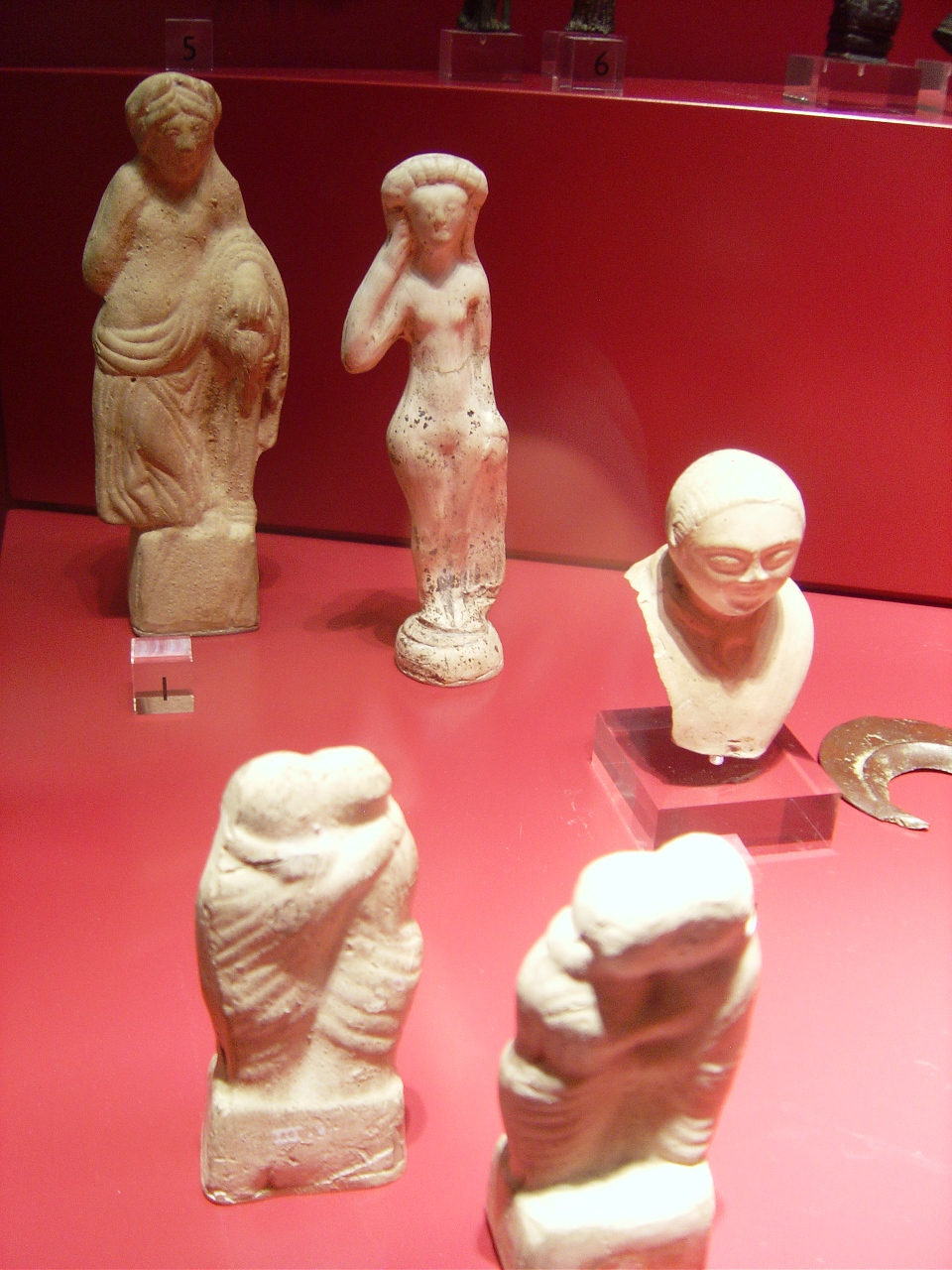
Kleifigurines

Er bestond een Nehalenniacultus voordat de Romeinen deze streken bezetten rond het begin van onze jaartelling. Zij hadden de gewoonte de inheemse godsdienst niet te bestrijden, maar in te voegen in hun eigen veelgodendom volgens de zogenaamde Interpretatio Romana. Dat gebeurde ook met Nehalennia.
In tegenstelling tot de tempel in Domburg was deze tempel volgens wat archeologen tot nog toe ophaalden volledig en uitsluitend aan de godin gewijd.
De aanwezigheid van deze grote tempel in Ganuenta had uiteraard een sterk impact op de economie, niet alleen vanwege de bedrijvigheid rond de cultus zelf, maar ook in verband met de materialen die soms van ver dienden aangevoerd te worden, zowel die voor de tempel als die welke het onderwerp van de overzeese handel uitmaakten. Verscheping van de gevonden steensoorten via Schelde en Maas wijst ook op het komen en gaan via dit handelsnetwerk te water.
De tempel was vooral bij zeelui en handelaren in trek. Het belang ervan blijkt onder andere uit de inscriptie van een handelaar die tussen Boulogne-sur-Mer en Kent heen en weer pendelde, maar die zijn reis langs deze tempel afleidde voor een bezoek aan de godin. Het was ook een havenstad, waar veel handelaars afkomstig uit Zwitserland, Trier, Keulen en Nijmegen naartoe kwamen op schepen die niet zeewaardig waren. De overtocht naar Britannia was specialistenwerk en de ladingen werden overgeslagen in de haven. Daar waren naast opslagplaatsen ook de nodige faciliteiten voor het overladen en een schippersbeurs.
Maar ook de plaatselijke bevolking en zij die het zich konden veroorloven bezochten de tempels en namen deel aan de eredienst.

## Teloorgang
Al tijdens of kort na de Romeinse tijd werd een massa votiefaltaren door de zee verzwolgen, gevolgd door de tempel zelf waarin en waarrond deze waren opgesteld.
In augustus 2005 werd een replica van de Nehalenniatempel nabij de verdwenen stad Ganuenta geopend op Colijnsplaat.